# Азартні ігри на Мальті
Азартні ігри на Мальті — сфера мальтійської економіки, що є легальною й контролюється державою. За регулювання цієї сфери відповідає Malta Gaming Authority (MGA).

## Історія
Мальта вважається країною з найменш суворим законодавством щодо азартних ігор. Мальтійське законодавство дозволяє як азартні ігри в інтернеті, так і роботу наземних казино. Передбачено такі форми азартних ігор: розважальні ігри, ігри в казино, комерційні ігри, ігрові пристрої, онлайн-ігри, спортивні ставки, Національна лотерея та інші типи лотерей лотереї, а також некомерційні ігри. Сферу азартних ігор регулює Положення про ігрові 2018 року.
З початку 2000-х років Мальта вважається провідною та добре регульованою європейською юрисдикцією у сфері онлайн-ігор. За різними оцінками, тут розміщено 10% всіх ігрових компаній планети. Уряд Мальти вважає азартні ігри одним із найважливіших аспектів місцевої економіки.

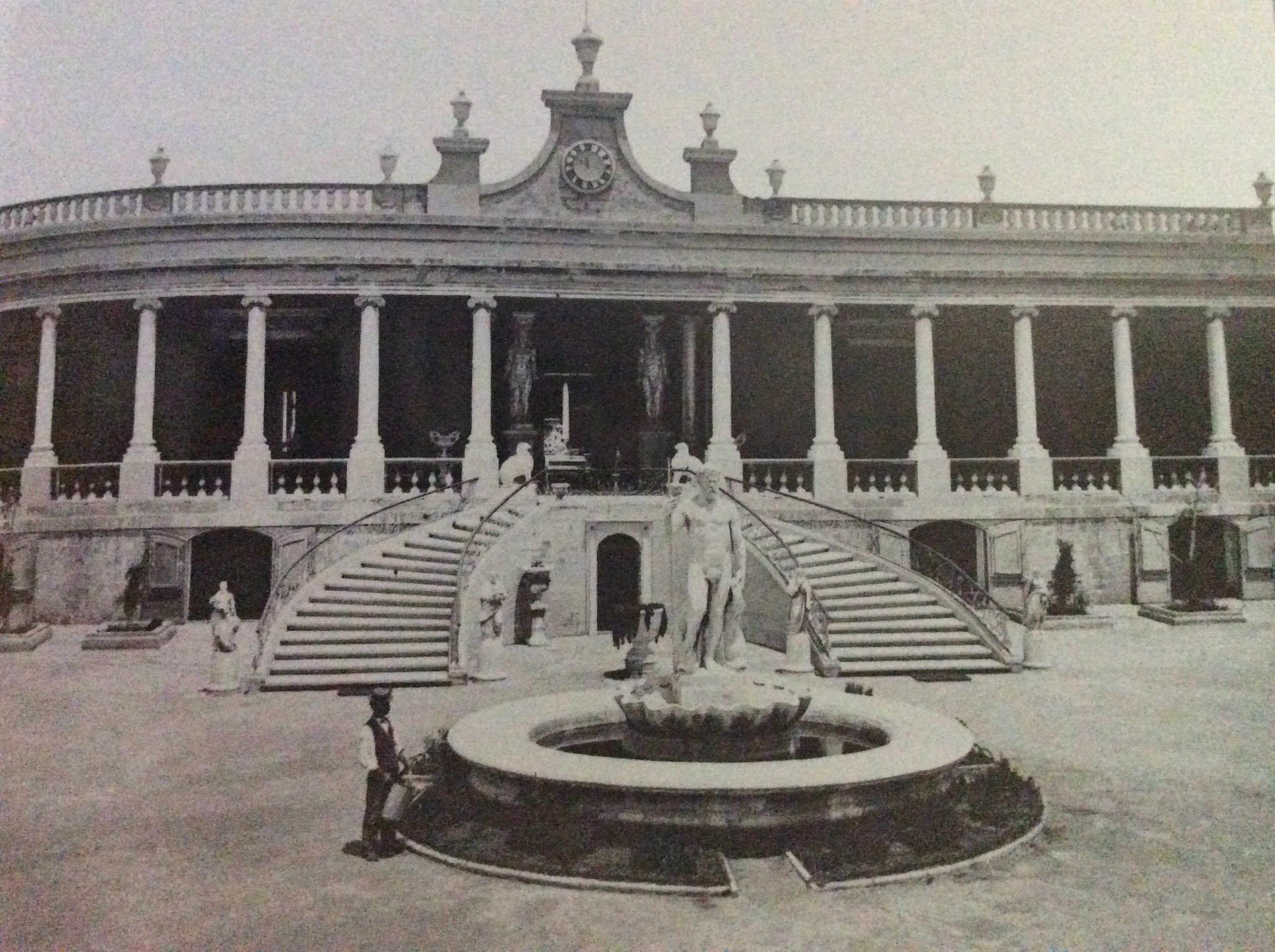
Казино Dragonara у Сент-Джуліансі, Мальта. 1870 рік.

У серпні 2018 року було запроваджено нову законодавчу базу, що враховує ринкові та технологічні розробки та тенденції.
Протягом січня-липня 2020 року Мальтійський регулятор MGA скасував 7 ліцензій, призупинив дві та видав 11 попереджень іншим операторам через порушення ними правил. При цьому, протягом цього періоду було видано 303 ліцензії.
23 листопада 2020 року державна компанія MGA створила SBRM - інструмент для власників ліцензій, що дозволяє їм повідомляти про підозрілі ставки, цими заявами  має займатися відділ спротивної етики.
З 1 січня 2021 року в країні діють вимоги щодо обов'язкової звітності про підозрілу діяльність щодо азартних ігор. Так, організатори спортивного беттингу та казино зобов'язані повідомляти регулятора MGA щодо підозрілих дій під час ігор.

## Блокчейн-казино
1 січня 2019 MGA запровадив у дію перший етап програми з підтримки блокчейн-казино, де віртуальні фінансові активи (VFA) та віртуальні токени криптовалют використовуються як винагорода за участь у ліцензованих іграх.

## Лотерея
Національна лотерея Мальти є головною лотереєю країни. Ліцензія на діяльність лотереї видається ексклюзивно, востаннє була надана компанії Maltco Lotteries Limited 2012 року на термін 10 років.